# 圣乔治德格雷艾涅
圣乔治德格雷艾涅（法語：Saint-Georges-de-Gréhaigne，法語發音：[sɛ̃ ʒɔʁʒ də ɡʁe.ɛɲ]）是法国伊勒-维莱讷省的一个市镇，位于该省北部，属于圣马洛区。

## 地理
圣乔治德格雷艾涅（48°34'5"N, 1°32'57"W）面积12.15 平方千米，位于法国布列塔尼大區伊勒-维莱讷省，该省份为法国西北部沿海省份，位于布列塔尼半岛东部，北濒大西洋，西接阿摩尔滨海省和莫尔比昂省，南至大西洋卢瓦尔省，西南端接曼恩-卢瓦尔省，东临马耶讷省，东北与芒什省接壤。
与圣乔治德格雷艾涅接壤的市镇（或旧市镇、城区）包括：库埃农河畔罗、桑镇、普莱讷富热尔、博瓦尔、蓬托尔松。

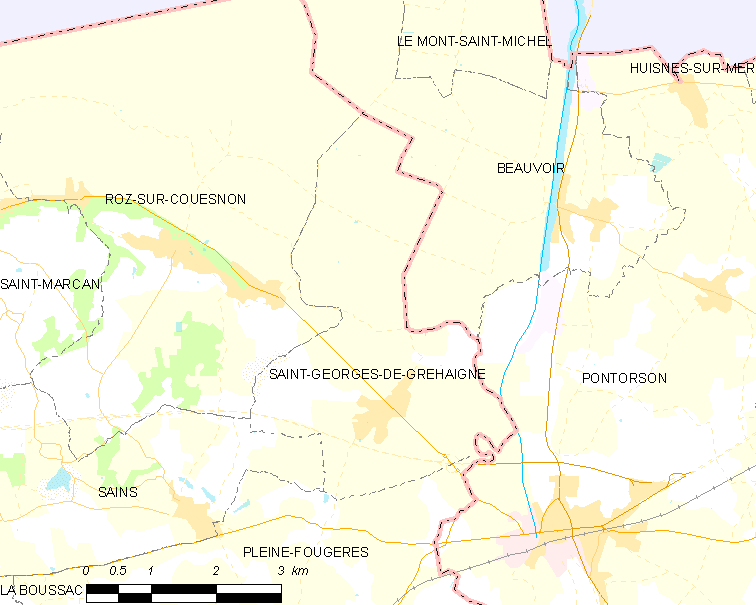
圣乔治德格雷艾涅的OSM定位图

圣乔治德格雷艾涅的时区为UTC+01:00、UTC+02:00（夏令时）。

## 行政
圣乔治德格雷艾涅的邮政编码为35610，INSEE市镇编码为35270。

## 政治
圣乔治德格雷艾涅所属的省级选区为布列塔尼地区多勒县。

## 人口

1962-2008年间圣乔治德格雷艾涅人口变化图示

圣乔治德格雷艾涅于2022年1月1日时的人口数量为377人。